# Dan Forsberg
Dan Forsberg, född 25 mars 1934, är en svensk före detta speedwayförare.
Han är känd som den förste svensken som nådde VM-finalen på Wembley 1952. (Förste icke-engelsman var Morian Hansen år 1936 och 1937.) Forsberg tippades före tävlingen som vinnare, men blev olyckligtvis utkörd i staketet och slutade femma. Dan Forsberg och Varg-Olle Nygren var de första svenska speedwayförarna som åkte för engelska klubbar, Forsberg för Birmingham Brummies i Birmingham och Nygren för Harringy i London.
Dan Forsberg slutade sin speedwaykarriär 1959 och övergick till att bli bilhandlare för märken som BMW, Honda, Mazda och Jaguar. Han är numera[när?] bosatt i Spanien och är pensionär